# Brachistosternus cepedai
Espèce
Brachistosternus cepedai est une espèce de scorpions de la famille des Bothriuridae.

## Distribution
Cette espèce est endémique de la région de Coquimbo au Chili. Elle se rencontre vers Punta Choros entre 1 600 et 2 100 m d'altitude.

## Description
Le mâle holotype mesure 42,2 mm et la femelle paratype 40,52 mm.

## Étymologie
Cette espèce est nommée en l'honneur de Jorge Cepeda Pizarro.

## Publication originale
- Ojanguren Affilastro, Augusto, Pizarro-Araya & Mattoni, 2007 : Two new scorpion species of genus Brachistosternus (Scorpiones: Bothriuridae) from northern Chile. Zootaxa, no 1623, p. 55–68.